# John Lammers
Johannes Gerardus Adrianus (John) Lammers (Tilburg, 11 december 1963) is een voormalig Nederlands profvoetballer en huidig voetbaltrainer. Medio 2024 werd hij aangesteld als trainer van VVV-Venlo.

## Spelerscarrière
De rechtsbenige Lammers begon met voetballen bij amateurvereniging RKTVV in Tilburg en debuteerde in 1982 op 18-jarige leeftijd in het betaald voetbal bij Willem II. In het seizoen 1982/83 was hij niet verzekerd van een basisplaats bij de Tilburgse eredivisionist. Via eerstedivisionist RKC speelde hij zich weer in de kijker bij een eredivisieclub. In november 1986 vertrok hij voor een transfersom van 75.000 gulden (34.033 euro) naar VVV waar hij een contract voor anderhalf jaar ondertekende. Na een buitenlands avontuur bij het Franse SC Toulon belandde hij in het seizoen 1990/91 bij NAC, waar hij zijn meest succesvolle periode beleefde. De spits vormde eerst met Ton Cornelissen en later met Pierre van Hooijdonk een trefzeker aanvalskoppel. In de vijf seizoenen bij de Bredase club scoorde hij 92 competitiegoals, dus ongeveer 18 gemiddeld per seizoen.
Dergelijke successen wist hij hierna elders niet meer te evenaren. In het seizoen 1999/00 raakte hij bij RBC na een zware knieblessure zijn basisplaats kwijt. Via een tip van goede vriend Peter Bosz, oud-ploegmaat bij RKC en Toulon, verhuisde hij naar Nieuw-Zeeland in het jaar 2000 bij de club Auckland Kingz. Hierna zette Lammers een punt achter zijn 18-jarige spelersloopbaan (1982-2000).

## Clubstatistieken
| Seizoen         | Club            | Competitie      | Duels | Goals |
| --------------- | --------------- | --------------- | ----- | ----- |
| 1982/83         | Willem II       | Eredivisie      | 7     | 0     |
| 1983/84         | Willem II       | Eredivisie      | 11    | 0     |
| 1984/85         | RKC             | Eerste divisie  | 32    | 11    |
| 1985/86         | RKC             | Eerste divisie  | 35    | 20    |
| 1986/87         | RKC             | Eerste divisie  | 13    | 11    |
| 1986/87         | VVV             | Eredivisie      | 20    | 9     |
| 1987/88         | VVV             | Eredivisie      | 30    | 8     |
| 1988/89         | SC Toulon       | Ligue 1         | 25    | 5     |
| 1988/89         | SC Toulon (B)   | Division 3      | 11    | 2     |
| 1989/90         | SC Toulon       | Ligue 1         | 6     | 1     |
| 1989/90         | SC Toulon (B)   | Division 3      | 18    | 6     |
| 1990/91         | NAC             | Eerste divisie  | 33    | 15    |
| 1991/92         | NAC             | Eerste divisie  | 37    | 28    |
| 1992/93         | NAC             | Eerste divisie  | 33    | 24    |
| 1993/94         | NAC             | Eredivisie      | 33    | 19    |
| 1994/95         | NAC             | Eredivisie      | 29    | 6     |
| 1995/96         | Willem II       | Eredivisie      | 26    | 9     |
| 1996/97         | RKC Waalwijk    | Eredivisie      | 8     | 0     |
| 1997/98         | RKC Waalwijk    | Eredivisie      | 26    | 3     |
| 1998/99         | RBC             | Eerste divisie  | 29    | 16    |
| 1999/00         | RBC             | Eerste divisie  | 12    | 3     |
| 2000            | Auckland Kingz  | A-League        | 8     | 0     |
| Carrière totaal | Carrière totaal | Carrière totaal | 482   | 196   |

## Trainerscarrière
Na zijn spelerscarrière trad hij per 1 juli 2000 in dienst van de VVCS. Een jaar later haalde Peter Bosz hem als assistent-trainer naar AGOVV en vervolgens ook De Graafschap. Lammers' eerste zelfstandige trainersklus bij Achilles Veen was slechts van korte duur. Hij was hierna actief als jeugdtrainer bij Willem II (tot en met seizoen 2006/07) Hij kon in Tilburg aanblijven als jeugdcoach, maar ging niet in op een nieuwe aanbieding omdat hij wilde doorgroeien tot coach van een eerste elftal. Daartoe moest hij onder meer het diploma Coach Betaald Voetbal halen, wat hij op 15 november 2007 in ontvangst nam.
Met ingang van het seizoen 2007/08 ging hij de aanvallers in de jeugdopleiding van Feyenoord trainen. In 2009 werd Lammers als assistent van Alex Pastoor aangesteld bij Excelsior. Op 3 juni 2011 werd bekend dat Lammers de nieuwe hoofdtrainer werd van Excelsior, als opvolger van de naar N.E.C. vertrokken Alex Pastoor.
Na de degradatie in het seizoen 2011/12 moest hij Excelsior verlaten, FC Eindhoven werd zijn nieuwe club. Na vijf maanden kreeg hij ook daar ontslag. In de voorbereiding op het seizoen 2013/14 werd Lammers door de VVCS benaderd om Team VVCS, het elftal van werkloze profs, te trainen.
Hij volgde in januari 2014 André Paus op als trainer van Jong Vitesse en trad daarnaast regelmatig op als spitsentrainer van het eerste elftal. In zowel 2014 als 2015 werd Lammers met Jong Vitesse kampioen van Nederland bij de beloften. Hiermee plaatste dat team zich voor deelname aan de in het seizoen 2016/17 nieuw opgerichte Tweede divisie. Het verblijf in deze nieuwe competitie duurde ditmaal slechts één jaar voor Lammers. Jong Vitesse eindigde op de zeventiende plaats en degradeerde daardoor naar de Derde divisie. Op 29 mei 2017 maakte Vitesse bekend dat Lammers na drieënhalf jaar vertrekt als hoofdcoach van Jong Vitesse. Op 20 juni 2017 werd hij aangesteld als hoofdtrainer van het Deense Esbjerg fB. In september 2019 werd hij daar ontslagen. Na een clubloze periode van twee en een half jaar ging hij in februari 2022 weer aan de slag in Iran als trainer van het nationale voetbalelftal onder 23 jaar.
Met ingang van het seizoen 2022/23 begon Lammers aan een nieuwe klus als hoofdtrainer van het gedegradeerde Heracles Almelo waar hij een contract tekende voor twee seizoenen met daarin een optie voor nog een seizoen. Met Heracles promoveerde hij na één seizoen in de Eerste Divisie weer terug naar de Eredivisie. Op 19 mei 2023 pakte hij tevens de titel in de Eerste Divisie. Op 12 december 2023 werd hij, daags na zijn 60e verjaardag, ontslagen door Heracles Almelo.
Op 26 maart 2024 werd bekend dat Lammers vanaf de zomer 2024 terugkeert bij VVV-Venlo, waar hij tussen 1986 en 1988 zelf als voetballer actief was. Lammers tekende er een contract voor de duur van twee jaar..